# Iglesia de Saint-Amand de Thomery

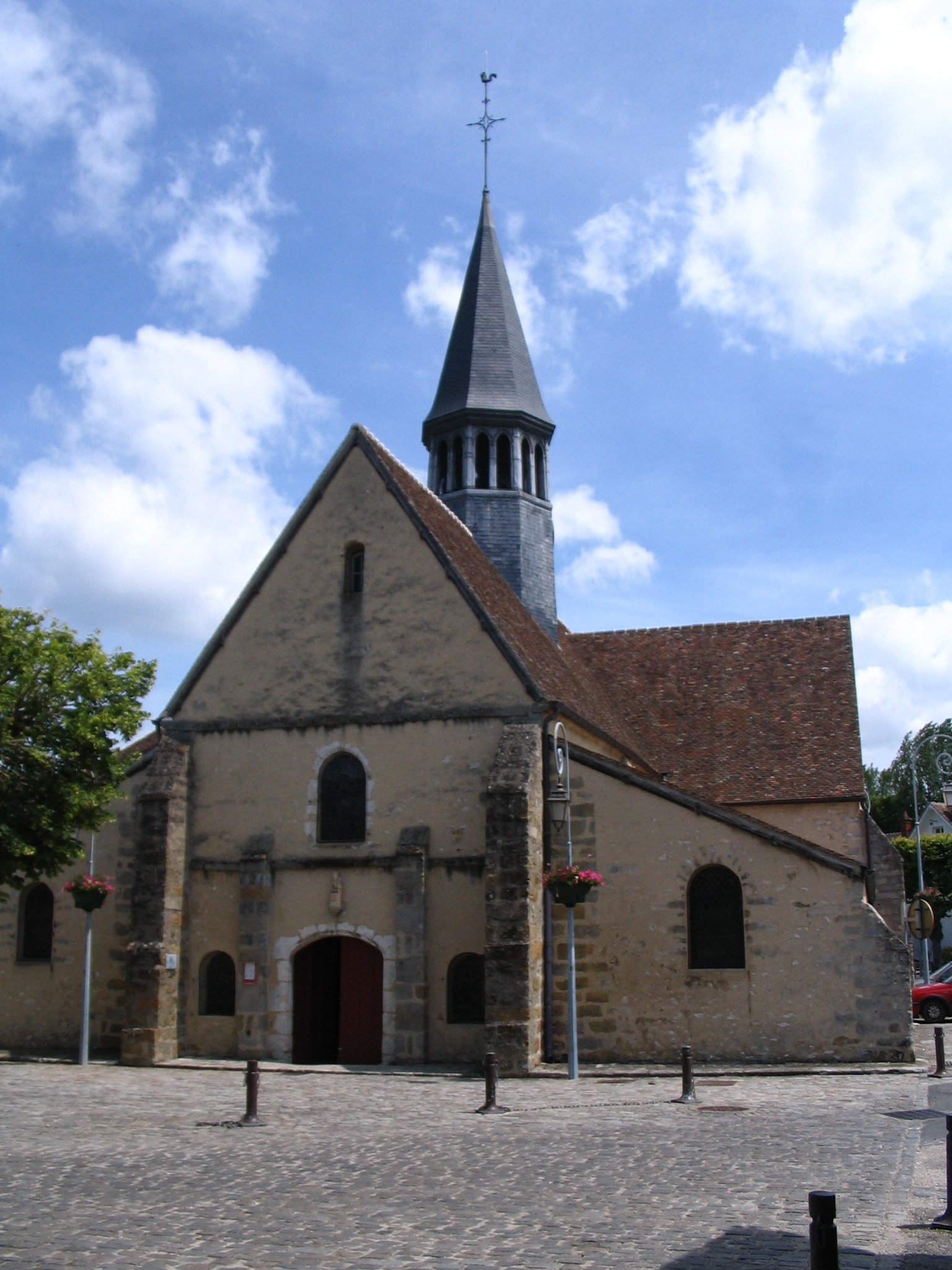
Iglesia de Saint-Amand

La iglesia de Saint-Amand es una iglesia del siglo XIII situada en la comuna francesa de Thomery, en Sena y Marne, Francia.
La iglesia fue construida en el siglo XIII y dedicada a Amando de Maastricht, obispo de Tongres y de Maastricht. Sufrió numerosas modificaciones a lo largo del tiempo: ampliación de la nave en el siglo XV, incorporación de los vitrales en 1867 e importantes restauraciones en los siglos XVII y XXI. El edificio está clasificado como monumento histórico desde el año 1948.